# Лодьмозеро
Лодьмозеро — крупное озеро в Приморском районе Архангельской области.
Озеро находится на Беломорско-Кулойском плато, недалеко от административной границы с Пинежским районом, к северо-западу от озера Тельдозеро. Площадь озера — 4,5 км², площадь водосбора — 114 км². Озеро окружено болотами. Крупнейшие притоки — Северуха, Святой. Вытекает одна река — Лодьма (приток Северной Двины).

## Топографические карты
- Лист карты Q-37-29,30 устье р  Лебяжья. Масштаб: 1 : 100 000. Состояние местности на 1983 год. Издание 1990 г.
- Лист карты Q-37-119,120 Семиозёрье. Масштаб: 1 : 100 000. Указать дату выпуска/состояния местности.